# (39405) Mosigkau
(39405) Mosigkau (1063 T-1) – planetoida z pasa głównego asteroid okrążająca Słońce w ciągu 7,9 lat w średniej odległości 3,96 j.a. Odkryta 25 marca 1971 roku.